# Kathendorf
Kathendorf is een plaats en voormalige gemeente in de Duitse deelstaat Saksen-Anhalt, en maakt deel uit van de Landkreis Börde.
Kathendorf telt 268 inwoners.